# Panicum monticola
Panicum monticola är en gräsart som beskrevs av Joseph Dalton Hooker. Panicum monticola ingår i släktet vipphirser, och familjen gräs. Inga underarter finns listade i Catalogue of Life.